# Kamelord
|  | Dublet Denne artikel handler om det samme som CamelCase. (Diskutér artiklen) |

Et kamelord er et ord, der har to store bogstaver ligesom kamelens to pukler. Eksempler er InterCity, YouTube, PlayStation, PostNord og JydskeVestkysten.

## Etymologi
Betegnelsen kamelord stammer fra det amerikanske camel case. Betegnelsen CamelCase anvendes også uformelt på dansk. Ordet kamelord har været kendt på svensk i hvert fald siden 2013, ligesom også udtrykket "kamelnotation" anvendes i Sverige.

## Historie
Ifølge sprogforskeren Marianne Rathje startede kamelordenes historie i begyndelsen af 1800-tallet med kemiens formelsprog (eksempelvis H2O). I begyndelsen af 1900-tallet brugte de første amerikanske virksomheder camel case i deres navne. Skikken blev udbredt, da den med datalogiens stigende anvendelse blev anvendt i forskellige programmeringssprog, hvor mellemrum mellem de enkelte led ikke var tilladt.
Det blev et modefænomen i Danmark i 1990'erne, hvor reklame- og mediefolk anvendte skrivemåden i en række tilfælde som DRs "DanmarksKanalen" fra 1992,, udstillingen TeknoVision samme år og den årlige messe BogForum, der fik sit navn i 1993. I 2019 skiftede bogmessen stavemåde til Bogforum og afskaffede altså det store bogstav midt i ordet - med festivallederen Andreas Nordkild Poulsens begrundelse: "Da vi i sin tid lancerede skriveformen BogForum, var det en fræk og smart stavemåde, hvor man skilte sig ud, når man skrev det sådan. Sådan er det ikke mere, og det er derfor, vi har valgt at droppe det store bogstav midt i ordet".

## Dromedarord
Parallelt til kamelord findes på engelsk dromedary case, altså dromedarord, dvs. ord, hvor alle bogstaver i ordet er med små bogstaver bortset fra et enkelt stort bogstav midt i ordet, ligesom dromedarens ene pukkel.